# (2403) Šumava
(2403) Šumava est un astéroïde de la ceinture principale.

## Description
(2403) Šumava est un astéroïde de la ceinture principale. Il fut découvert le 25 septembre 1979 à l'Observatoire Kleť par Antonín Mrkos. Il présente une orbite caractérisée par un demi-grand axe de 2,55 UA, une excentricité de 0,13 et une inclinaison de 3,3° par rapport à l'écliptique.

## Compléments